# Черёмушкин, Герман Вячеславович
Черёмушкин Герман Вячеславович (16 марта 1932) — советский и российский художник, монументалист и график, народный художник России (2007), почётный член Российской академии художеств (2014), профессор кафедры «Искусство графики» Московской государственной художественно-промышленной академии им. С. Г. Строганова (2002). Член ряда творческих союзов и организаций, в том числе:
- Союза художников СССР (1960)[1],
- Союза журналистов России (1967)[2],
- Международной Ассоциации Изобразительных Искусств АИАП ЮНЕСКО[3],
- Международного Художественного Фонда[3],
- Творческого Союза Художников России[3],
- Московского Союза Художников[3].

## Биография
Родился 16 марта 1932 года в Москве в рабочей семье.
С 1948 по 1951 год учился в Художественно-ремесленном училище № 64, созданном в рамках программы восстановления усадеб, разрушенных войной, на отделении «Альфрейная живопись».
В 1951 году поступил в Московское высшее художественно-промышленное училище им. С. Г. Строганова (ныне МГХПА им. С. Г. Строганова) на факультет монументальной живописи, где его учителями были Александр Дейнека, Сергей Герасимов, Гелий Коржев.
Участие Германа Черёмушкина в выставке, проходившей в рамках Всемирного фестиваля молодёжи и студентов в Москве в 1957 году, было отмечено прессой.
После окончания высшего училища в 1959 году начал работать в Художественном фонде РСФСР.
В 1960 году стал членом Союза художников СССР.
В 1962−1980 гг. Герман Черёмушкин работал художником-иллюстратором Агентства печати «Новости» в журналах «Soviet Life», «Soviet unionen», «Sputnik», «Opinia», «Kraj Rad», «Youth», «Япония сегодня». В жанре изобразительного репортажа им были созданы серии графических работ по Узбекистану, Таджикистану, Туркмении, Чукотке, Сибири, Уралу, Кавказу, Индии, Мексике, Венесуэле, Колумбию, Перу, Аргентине, Бразилии, Польше, Скандинавии, Адриатике. В 80-е годы художник также иллюстрировал книги издательства «Граница», посвящённые жизни советских пограничников.
В 1970-е−1980-е гг. также создал целый ряд монументально-декоративных решений и работ для учреждений культуры и промышленных объектов в Западной Сибири, за что в 1988 году от имени Президиума Верховного Совета РСФСР награждён медалью «За освоение недр и развитие нефтегазового комплекса Западной Сибири».
В 1990 году художнику было присвоено звание «Заслуженный художник РСФСР», в 2007 году он получил звание «Народный художник России». В 2014 году избран почётным членом Российской академии художеств.
С 1996 года помощник члена Совета Федерации Федерального Собрания Российской Федерации по вопросам культуры.
С 2002 года Герман Черёмушкин — профессор кафедры «Искусство графики» в Московской государственной художественно-промышленной академии им. С. Г. Строганова.

## Творчество
Среди наиболее значимых художественно-монументальных работ художника в советский период:
- разработка художественных образов павильонов СССР на международных выставках в Лондоне, Париже и Брюсселе (1963−65);
- комплекс монументальных работ в Пятигорске (витражи, фрески, сграффито, кованный металл; 1962−64);
- 100-метровое космическое панно во Дворце культуры самолётостроителей в Новосибирске (1968);
- комплекс монументальных работ в зданиях, парках и бассейнах минеральных вод в г. Ессентуки (1974);
- монументально-декоративное решение комплекса железнодорожного вокзала г. Тобольска (1975);
- мозаика и скульптурная композиция «Труд. Цветок. Май» на железнодорожной станции «Юность комсомольская» в Тюменской области (1976);
- панно в Доме Дружбы «Москва-Хельсинки» (1977);
- комплекс монументальных работ в здании Усть-Илимской ГЭС и во Дворце культуры Усть-Илимска (керамика, флорентийская мозаика, рельефы, гобелены, театральные занавесы, блюда, напольные вазы; 1979−80);
- 4 мозаики «Тайга», «Энергия», «Нефть» и «Вода» и интерьеры железнодорожного вокзала г. Сургут (1988);
- декоративные работы для Дворца культуры «Синтез» г. Тобольска (керамическое панно, театральный занавес 6×18 м; 1987−88);
- декоративные скульптуры «Каравеллы и Якоря» на мосту через Москва-реку в районе Братеево-Марьино (1989−90);
- декоративные работы в здании городской думы «История города Тобольска» (роспись темперой и 56 картин на историческую тематику; 1988−92);
- комплекс декоративных работ в здании «Сургутгазпрома» (1999).

С 1958 года Герман Черёмушкин являлся участником ряда Всесоюзных, Всероссийских, московских, а также зарубежных выставок. В том числе, состоялись следующие персональные выставки художника:
- 1966 — в Москве[2];
- 1995 — в Доме Правительства РФ[1];
- 1996 — персональная выставка Италии (в трёх городах: Филоттрано, Кастельфидардо, Анкона)[1];
- 2003 — в Варшаве[2];
- 2007 — в Москве[2].

В 1971 году Герман Черёмушкин получил Золотую медаль 4-го Международного биеннале живописи социалистических стран в Щецине (Польша) за серию акварелей «По Советскому Союзу».
В 1973 году художник получил медаль польского общества «Поморье» за серию работ «Дорога Коперника».
В 1976 году ему была присуждена премия Ленинского комсомола за комплексное решение монументальных произведений Тобольского вокзала на трассе «Тюмень—Сургут—Уренгой».
В 1992 году выходит книга «Новь Сибири», рассказывающая о творчестве Черёмушкина, посвящённом Сибири. В 1994 году опубликован альбом «Град Сибири Тобольск в произведениях художника Германа Черёмушкина».
В 2008 году присуждена серебряная медаль Академии художеств России за рисунки и живописные работы альбома «Чукотка».
По определению Германа Черёмушкина, искусство — это, прежде всего, человеческое переживание.

## Работы находятся в собраниях
Работы Германа Черёмушкина экспонировались и находятся в двадцати музеях, в том числе, в Югославии, Чехословакии, Мексике, Пакистане, Польше, Индии, Финляндии, Дании, Франции, США. Четырнадцать работ Черёмушкина приобрела Государственная Третьяковская галерея.